# Szwabacha

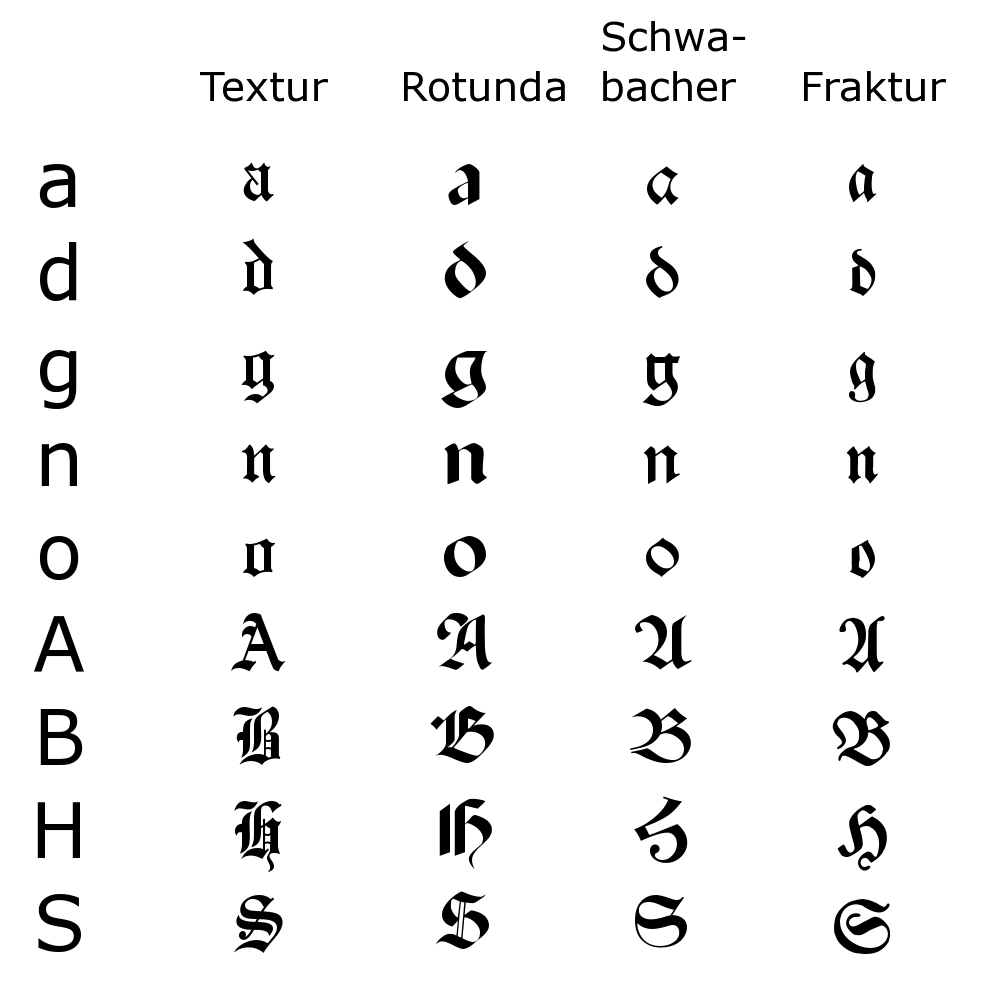
Przykłady gotyckich krojów pisma: tekstura – rotunda – szwabacha – fraktura.

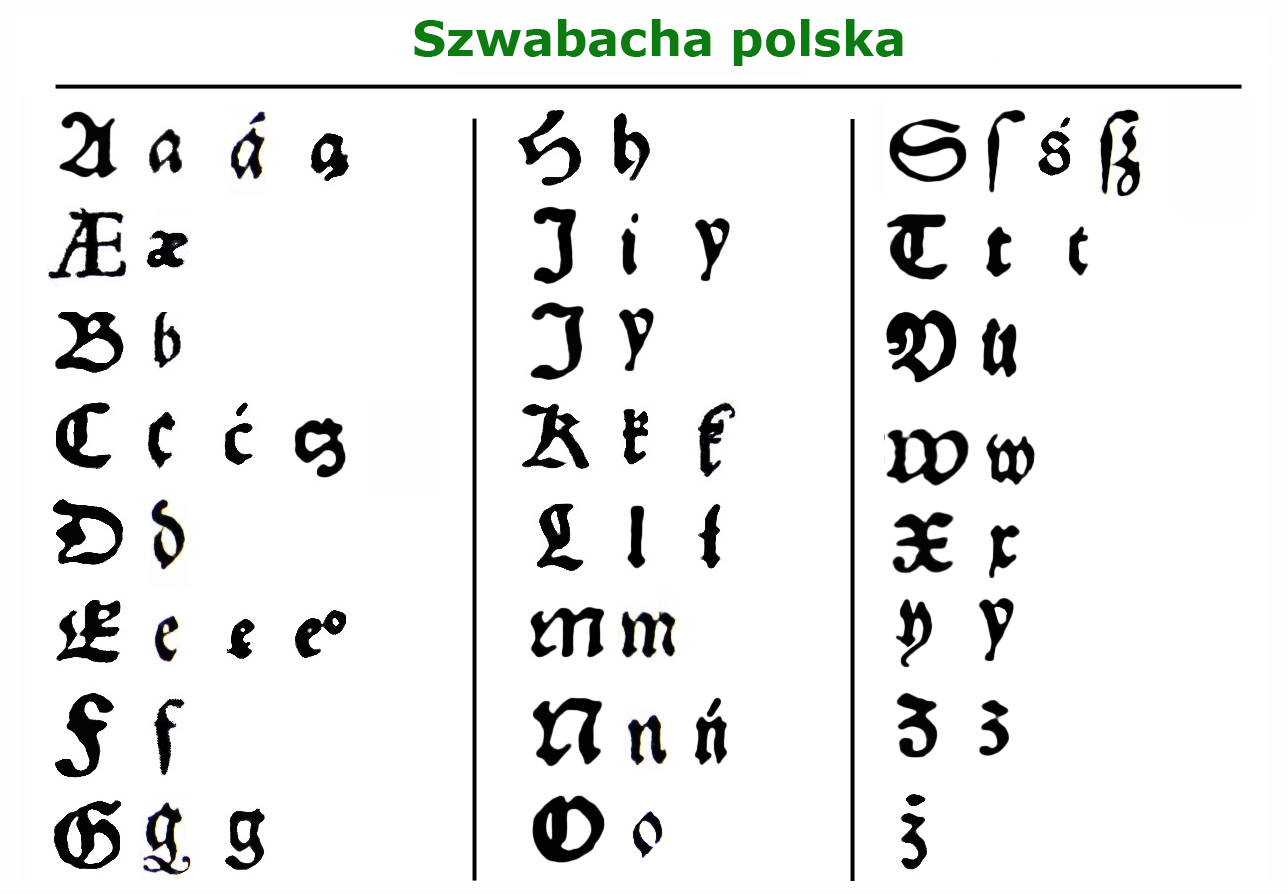
Szwabacha polska, powszechnie stosowana w polskich drukarniach XVI i XVII w.

Szwabacha (niem. Schwabacher) – pismo gotyckie, przez wielu paleografów uznawane za odmianę bastardy. Szwabacha dała początek narodowemu pismu niemieckiemu stosowanemu do naszych czasów, zwłaszcza jako tzw. Schreibschrift, czyli niemiecka kursywa. Szwabacha była pierwszym pismem od początku zawierającym w swym składzie własne litery majuskulne; pisma wcześniejsze adaptowały litery majuskulne najczęściej z kapitały i uncjały. Nazwa pochodzi od miasta Schwabach koło Norymbergi.
| Czcionka współczesna | Offenbacher Schwabacher |
| -------------------- | ----------------------- |
| Aa                   |                         |
| Bb                   |                         |
| Cc                   |                         |
| Dd                   |                         |
| Ee                   |                         |
| Ff                   |                         |
| Gg                   |                         |
| Hh                   |                         |
| Ii                   |                         |
| Jj                   |                         |
| Kk                   |                         |
| Ll                   |                         |
| Mm                   |                         |
| Nn                   |                         |
| Oo                   |                         |
| Pp                   |                         |
| Qq                   |                         |
| Rr                   |                         |
| Ss                   |                         |
| Tt                   |                         |
| Uu                   |                         |
| Vv                   |                         |
| Ww                   |                         |
| Xx                   |                         |
| Yy                   |                         |
| Zz                   |                         |

## Historia
Szwabacha należy do grupy pism łamanych. Powstała w XV wieku, była grubsza, bardziej otwarta i szersza niż tekstura gotycka. Szwabacha była od końca XV do połowy XVI wieku przodującym pismem niemieckim, stosowano ją także w Polsce, składano nią teksty w językach narodowych. Wyparta została przez frakturę, jednak była nadal popularna do XX wieku.
Drukarze w XVI wieku adaptowali szwabachę dla potrzeb alfabetu polskiego w celu zapisu tekstów w języku polskim, w odróżnieniu od antykwy, która służyła do zapisu tekstów łaciny. Odstąpiono od tego w XVII wieku, ale nadal była używana w społecznościach polskich zamieszkujących Prusy Książęce, czyli Mazurów. Ich ewangelickie przekłady Biblii i książki w języku polskim pisane były gotykiem.